# Bygdvattentjärnen
Bygdvattentjärnen är en sjö i Strömsunds kommun i Jämtland och ingår i Ångermanälvens huvudavrinningsområde. Sjöns area är 0,039 kvadratkilometer och den är belägen 0 meter över havet.